# Borkovany
Borkovany (in tedesco Borkovany) è un comune della Repubblica Ceca facente parte del distretto di Břeclav, in Moravia Meridionale.